# 대한민국 임시외자관리청
임시외자관리청(臨時外資管理廳)은 수입된 외국 원조 물자에 관한 관리, 배당, 경리 기타 그 부대 사무를 관장하는 대한민국의 옛 중앙행정기관이다. 1949년 12월 19일 발족하였으며 1955년 2월 7일 외자구매처와 통합하여 외자청으로 개편되면서 폐지되었다.

## 설치 근거 및 소관 업무
- 임시외자관리청설치법 [법률 제79호, 1949.12.19 제정] 제1조[1]

## 연혁
- 1949년 12월 19일 - 국무총리 직속 임시외자총국을 대통령 직속 임시외자관리청으로 개편 설치.
- 1955년 2월 7일 - 외자구매처와 통합하여 외자청을 설치.

## 조직
| - 군산사무소 ( 1949.12 ~ 1955.02 ) - 마산지방사무소 ( 1949.12 ~ 1955.02 ) - 목포사무소 ( 1949.12 ~ 1955.02 ) | - 부산지방사무소 ( 1949.12 ~ 1955.02 ) - 여수사무소 ( 1949.12 ~ 1955.02 ) - 인천사무소 ( 1949.12 ~ 1955.02 ) - 포항사무소 ( 1949.12 ~ 1955.02 ) |

## 역대 청·차장

### 임시외자관리청장
| 정부        | 대수 | 이름           | 임기                                | 출신지              | 출신학교          | 비고                                                                         |
| ----------- | ---- | -------------- | ----------------------------------- | ------------------- | ----------------- | ---------------------------------------------------------------------------- |
| 제 1 공화국 | 초대 | 백두진(白斗鎭) | 1949년 12월 19일 ~ 1950년 10월 13일 | 황해 신천           | 일본 히토쓰바시대 | 재무부 장관&국무총리&제7·8·9·10대 국회의원&국회의장&한국은행 이사&식산은행장 |
| 제 1 공화국 | 2대  | 현근(玄槿)     | 1950년 10월 13일 ~ 1952년 12월 26일 | 함남                | 미국 브라하대     | 체신부 차관                                                                  |
| 제 1 공화국 | 3대  | 황종율(黃鍾律) | 1952년 12월 26일 ~ 1953년 5월 28일  | 경기 한성 (현 서울) | 일본 규슈대       | 연세대 교수&충청북도지사&재무부 장관&무임소 장관&체신부 장관&제8대 국회의원  |
| 제 1 공화국 | 4대  | 이순용(李淳鎔) | 1953년 5월 28일 ~ 1955년 2월 16일   | 경기 한성 (현 서울) | 서울대            | 내무부 장관&체신부 장관                                                      |